# Sandgate
Sandgate – wieś w Anglii, w hrabstwie Kent, w dystrykcie Folkestone and Hythe. Leży 49 km na południowy wschód od miasta Maidstone i 101 km na południowy wschód od centrum Londynu. W 2001 miejscowość liczyła 4225 mieszkańców.
W Sandgate urodził się arcybiskup Suvy Victor Frederick Foley.